# Molannodes tinctus
Molannodes tinctus är en nattsländeart som först beskrevs av Zetterstedt 1840.  Molannodes tinctus ingår i släktet Molannodes och familjen skivrörsnattsländor. Arten är reproducerande i Sverige. Utöver nominatformen finns också underarten M. t. argentea.